# Sydafrikas riksvapen
Sydafrikas riksvapen fastställdes för första gången 17 september 1910. Det nuvarande vapnet togs fram för att symbolisera de konstitutinella förändringar landet genomgått sedan 1994, och fastställdes den 27 april 2000 i samband med högtidlighållandet av Freedom Day.

## Blasonering
På ett fält av guld, två människofigurer vända mot varandra och med de inre armarna höjda till ett handslag, avbildade i sydafrikansk hällristningsstil i röd ockra, allt omgivet av en tunn bård i röd ockra. Över skölden ett spjut och en knobkierie (klubba) i svart korslagda.
Däröver en uppstigande sekreterarfågel i guld, som på bröstet bär en stiliserad protea, med nio foderblad i omväxlande grönt och guld och med nio kronblad formerade i en triangel bestående av omväxlande huvudställda trianglar i tre rader, den översta röd, de tre därpå följande gröna och guld om varandra, och de fem sista omväxlande gröna och guld med mittriangeln svart. Sekreterarfågeln kröns av en uppgående sol med sju strålar, brutna mellan guld och orange; de yttersta strålarna möter sekreterarfågelns vingspetsar.
Under skölden ett grönt band med mottot !KE E:/XARRA //KE (khoisan, ung. skilda folk förenas) i silver. Från var och en av bandets ändar utgår två elefantbetar i guld, krökta inåt, vars spetsar bär sekreterarfågelns vingar. Innanför betarna, flankerandes skölden, två veteax i guld..

## Det nuvarande vapnets tillkomst
Vapnet togs fram 1999 genom en designtävling, där tio sydafrikanska designers deltog. Tre förslag presenterades för regeringen, som valde Iaan Bekker's förslag. Det vinnande förslaget togs i bruk i samband med firandet av Freedom Day, det vill säga årsdagen av det första allmänna fria valet i Sydafrika efter apartheidlagarnas avskaffande 1994, den 27 april 2000.

## Tidigare vapen
Sydafrikanska unionens vapen antogs i samband med unionens bildande, den 31 maj 1910, och fastställdes i ett sköldebrev utfärdat av den brittiska kronan den 17 september 1910. Då unionen skapats genom ett samgående av Kapkolonin, Natalkolonin, Oranjefristaten och Transvaal kom unionsvapnet att spegla de fyra tidigare koloniernas respektive vapensköldar. I den kvadrerade skölden finns därför Hoppet (Kapkolonin), två gnuer (Natal), ett apelsinträd (Oranjekolonin) och en vagn (Transvaal). Sköldhållarna är en springbock och en oryx, valspråket Ex unitate vires (latin, kraft ur enighet). Nya versioner av vapnet togs fram 1930 och 1932, och förblev i bruk när Sydafrikanska unionen ombildades i Sydafrikanska republiken den 31 maj 1961.

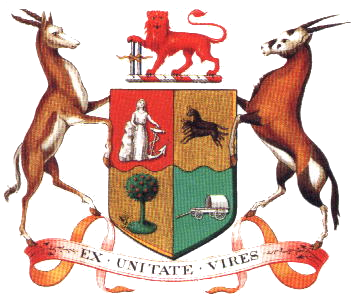
1910-1930
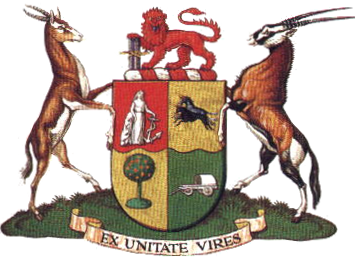
1930-1932
1932-2000